# جورج كريبز
جورج كريبز (بالإنجليزية: George Krebs) هو لاعب كرة قدم أمريكية أمريكي، ولد في 5 مارس 1872 في نيو مارتينسفيل في الولايات المتحدة، وتوفي في 8 مايو 1939 في تشارلستون في الولايات المتحدة.